# Aeroportul Bintulu
Aeroportul Bintulu (IATA: BTU, ICAO: WBGB) este un aeroport din Bintulu⁠(d), Sarawak, Malaysia ce deservește zona Bintulu⁠(d). Aeroportul a fost tranzitat în 2021 de 165.619 pasageri.
Situat la o altitudine de 23 m, aeroportul dispune de o singură pistă. Este operat de Malaysia Airports⁠(d).